# Hadrianus temploma (Epheszosz)
Hadrianus temploma az epheszoszi romvárosban áll. A romokat osztrák régészek tárták fel 1956-ban, és ők állították helyre az épületet ma látható formájában a következő két évben.

## Története
Az épületet egy helyi előkelőség, Poplius Vedius Antoninus Sabinus építtette Hadrianus római császár, Artemisz és az epheszoszi démosz tiszteletére 138 előtt.
Az épület egyetlen helyisége, a szentély 7,5 méter hosszú és 5 méter széles, egykor dongaboltozat fedte. A szentélybe egy timpanonnal díszített ajtón lehet bejutni. A félkör alakú timpanonon egy faragott női fej, a feltételezések szerint Medusa ábrázolása, valamint akantuszlevelek láthatók. A bejáratot oszlopcsarnok választja el az előtte futó utcától. A faragott párkányzatot két korinthoszi oszlop és két másik szögletes pilon tartja. Az íves oromzatra Tükhé domborművét faragták.
262-ben a földrengés megrongálta az épületet. Az ezt követő felújítás során szobrokat állítottak az oszlopok elé, amelyeknek csak a talapzata maradt fenn. A vésetekből tudni, hogy a szobrok négy császárt – Diocletianust, Maximianust, I. Constantinust és Galeriust – ábrázoltak. Az előcsarnokot a 4. században a város alapítását megjelenítő márványfrízekkel díszítették. A domborműveken látható a vadkant megölő Androklosz, Dionüszosz és az amazonok, valamint Apollón, Pallasz Athéné, Androklész és Héraklész. A romokon ma csak másolatuk látható, az eredeti domborművek a epheszoszi múzeumban vannak.
A kutatók között vita van arról, hogy az épületet valóban Hadrianus templomaként használták-e az ókori epheszosziak. Egyes vélekedések szerint túl kicsi ahhoz, hogy egy császár előtt tisztelegjenek vele.